# Щурихин, Александр Автономович
Александр Автономович Щурихин (1923—1944) — участник Великой Отечественной войны, Герой Советского Союза. Командир отделения разведвзвода 127-го гвардейского стрелкового полка (42-я гвардейская стрелковая дивизия, 40-я армия, Второй Украинский фронт).

## Биография
Родился в поселке Коловертной (Западно-Казахстанская область) в 1923 году в семье потомственного уральского козака. После окончания 7 классов средней школы, поступил на курсы механизаторов. Член ВЛКСМ.
В Красной Армии с марта 1942 года, с августа того же года в действующей армии. Был ранен в январе 1944 года.
Отличился в ходе Уманско-Ботошанской операции, проводил разведку местности противника, неоднократно захватывал «языков» и стратегически важные сведения.
Погиб 12 сентября 1944 года, похоронен в Северной Трансильвании. На следующий день ему было присвоено звание Героя Советского Союза.

## Награды
- Звание Героя Советского Союза присвоено 12 сентября 1944, с вручением медали «Золотая Звезда» и ордена Ленина;
- Орден Красной Звезды (13 декабря 1943);
- Орден Славы 3 степени (29 марта 1944)[1];
- Медаль «За отвагу» (24 ноября 1943)[2];
- Медаль «За боевые заслуги» (8 октября 1943).

## Память
улица имени А.Щурихина  в г. Уральске Западно-Казахстанской области р.Казахстан